# Јосиф Темишварски
Свети Јосиф Темишварски је светитељ Српске православне цркве из 16. века.
Рођен је у Дубровнику 1568. године, од родитеља Јована и Екатерине, по презимену Фуско. На крштењу је добио име Јаков. Врло рано, после завршетка школе, отишао је у Свету Гору и тамо се замонашио у манастиру Пантократору, добивши име Јосиф.
Касније се подвизавао у манастиру Ватопед, па на Хиландару, у Великој Лаври, Ксиропотаму и најзад Кутлумушу, где је свети Јосиф постао и игуман. Јосиф је био смирен монах, велики молитвеник, и још за живота се показао као чудотворац.
Српски патријарх Гаврило I (1648—55. године) и изабрао је Јосифа за митрополита Темишварског (1650. године), јер су Банат и Темишвар, у ово време турске владавине, био под јурисдикцијом Пећке патријаршије. Као митрополит, свети Јосиф је развио широку пастирску делатност: путовао је по епархији, рукополагао свештенике, проповедао и поучавао. Основао је и свештеничку школу у Темишвару.
У старости, се повукао у манастир Партош у Банату. Након 3 године у овом манастиру  свети Јосиф се ту и упокојио у својој 88. години живота, на дан Успења Пресвете Богородице 15. септембра 1656. године.
Сахрањен је под олтаром цркве коју је сам подигао. Његове свете мошти чувају се у саборном храму у Темишвару. Свети Јосиф је сматран светитељем и чудотворцем још за живота на земљи. 
1686. године, сабор Банатске митрополије назива га именом Свети Јосиф Нови..
Православна црква прославља светог Јосифа 28(15) септембра.